# Mioduńskie
Mioduńskie (niem. Mniodunsken, od 1929 Immenhagen) – wieś w Polsce położona w województwie warmińsko-mazurskim, w powiecie giżyckim, w gminie Ryn.
W latach 1975–1998 miejscowość administracyjnie należała do województwa suwalskiego.